# Pascal Jaubert
Pour les articles homonymes, voir Jaubert.
Pascal Jaubert, né le 14 octobre 1975 à Neuilly-sur-Seine est acteur, réalisateur, producteur et scénariste pour la télévision, le cinéma et internet.

## Biographie
Pascal Jaubert commence sa carrière à l'âge de 14 ans, enchaîne les séries télévisées et les téléfilms avant d'arriver à l'écriture de scénarios pour le cinéma et la télévision. Il dirige ses acteurs dans des comédies parfois sociales, souvent drôles, portant toujours un regard décalé sur le monde qui l'entoure. Il réalise divers courts métrages dont Le Quota remarqué dans de nombreux festivals à travers le monde. Le racisme social latent et quotidien y est dépeint avec intelligence, et l'humour qui habille le film ne laisse personne indifférent. Les prix pleuvent (une quinzaine à ce jour) ainsi que les diffusions télé.
En 1993 il joue le rôle de Kader dans Seconde B (série télévisée française) aux côtés de la chanteuse Ysa Ferrer.
En 1996 il fonde la BRACKMARD corp. (avec Benef, Chris et Esteban), organisation de « Résistance Culturelle » qui sévit un peu partout avec ses multiples activités (BD, web, films, musique…). Il forme aussi un groupe de musique nommé Les Brackmard, qui deviendra par la suite Captain Brackmard. À l'origine, Les Brackmard était un groupe de rock enragé.
Dans les années 2000, il travaille en tant que scénariste et réalisateur pour plusieurs films.
En 2010, sortie d'un premier long métrage, autoproduit, Les Aventures de Captain Brackmard, comédie trash destinée au public Internet, jeune frais et éveillé. C'est un succès, le film atteint 100 000 visionnages en première semaine et récolte de nombreux échos dans les médias traditionnels (presse : Libé, Les Inrocks, SVM / Télé : MCE, Canal +, LCI / Radio NRJ & Goom radio).
En 2016, il joue le rôle de Nabil dans Plus belle la vie sur France 3.

## Filmographie

### Films et séries télévisées
- 1991-1993 : Seconde B
- 1995 : Julie Lescaut (TV), épisode 1, saison 4 : Rumeurs, de Marion Sarraut — Stéphane Marti
- 2001 : Central Nuit
- 2004 : La Valse des gros derrières de Jean Odoutan
- 2008 : Fracassés : Fabien
- 2016 : Plus belle la vie : Nabil

### Réalisation pour la télévision
- Dirty Burger Show, Pilote, DDS prod (2010)
- Les Bleus Premiers pas dans la police, Saison 3 Épisode 4, M6, Cipango (Prod.) (2008)
- Welcome in Paris, Pilote, Altering studio (Prod.) (2012)

### Scénarios pour la télévision
- À cran, deux ans après (2004)

### Scénarios pour le cinéma
- Le Village des ombres (The Village of Shadows), co-écrit avec Lionel Olenga, réalisé par Fouad Benhammou, produit par Kobayashi Prod. (17-11-2010)
- Fracassés (Fragments), produit par Les Films à Fleur de Peau (08-10-2008)

### Courts métrages
- 10 Ans de retard, de Camille Nahum, avec Pascal Jaubert (11-04-2020)
- Action commerciale (Licence to clean), produit par TRACTOfilm (2011)
- Coup de poker, réalisateur, scénario Caroline Guivarch
- Dead End, réalisateur et scénario
- Le Fauteuil (série)
- Le Quota, réalisateur et scénario, (2010)
- Ma Réalité, réalisateur, scénario Les Brackmard, Lauréat du concours "les films à 9,99€" - oct 2005
- Maxx Starr
- Mens Room
- Poursuite (The pursuit), réalisateur, scénario Jérémy Henique et Geoffrey Fageol
- Les Princes du désert (Princes of the desert), réalisateur et scénario

### Série
Has Been, mini série, réalisateur et scénariste, produit par Jérémy Henique (2017)

### Film
Les Aventures de Captain Brackmard, autoproduction (2010)

### Musiques

#### Brackmard
- 100% hip hop
- À 4 pattes sur la moquette
- À 4 pattes (version originale)
- Arrête de t'la péter sur Myspace
- BKD Corp.
- Captain président
- Chaudtime
- C’est chaud
- Des meufs
- Hardcore freestyle #.1
- J'télécharge si je veux
- La meuf du mec de Versailles
- La sale phase de la life
- On aime les filles de la télé (feat. Dirty & Richie)
- On fou le bordel
- Paie paie tes seufs
- Passion nichon
- P.Q.R (Plan Cul Régulier)
- Superheros
- Tout c'ke t'aimes
- Tout le monde sauf moi
- Vive le Captain

#### Réalisation
- Dirty Dahn - M.I.L.F. (2009)
- Orties - Plus putes que toutes les putes, Soif de toi, Paris Pourri, Nu-un Records (2011-2013)
- Max Boublil - Une larme qui coule, réalisateur avec Anthony Marciano, J’aime les moches, Mon Coloc’, Joyeux Noel, Moyen – Moyenne (2008-2011)
- Phaabs - A ma place (2007)

## Distinctions
- Meilleur film – Festival Polar de Cognac
- Meilleur scénario – Festival les Hérault du cinéma
- Meilleur Acteur - Festival les Hérault du cinéma
- Grand prix du jury – Festival du film policier de Liège
- Prix du jury jeunes – Festival Itinérance